# John Edwin (1749-1790)
John Edwin (Londres, Inglaterra, el 10 de agosto de 1749 - 31 de octubre de 1790) fue un actor de teatro británico. 

## Biografía
Hijo de un relojero, durante su juventud actuó en papeles menores. En 1768 y en la ciudad de Bath (Inglaterra), se emparejó con Sarah Walmsley, una modista y actriz, quien le dio varios hijos, entre ellos el también actor John Edwin, y tiempo después la abandonó. Su primera aparición en los escenarios londinenses fue en el Teatro Haymarket, donde en 1776 interpretó a Flaw en la obra The Cozeners, de Samuel Foote; Edwin recibió mejores papeles cuando George Colman se hizo cargo del teatro y le convirtió en su actor principal. En 1779 fue al Covent Garden y hasta su fallecimiento, el 31 de octubre de 1790, actuó tanto allí como en el Haymarket. A él se le atribuyen The Last Legacy of John Edwin (1780), Edwin's Jests y Edwin's Pills to Purge Melancholy.